# Špindlerův Mlýn
Špindlerův Mlýn (en allemand : Spindlermühle) est une ville et une station de ski de taille moyenne du district de Trutnov, dans la région de Hradec Králové, en Tchéquie. Sa population s'élevait à 1 098 habitants en 2020.

## Géographie
Špindlerův Mlýn est située sur le versant sud des monts des Géants, un massif des Sudètes. Le centre-ville se trouve à 28 km au nord-ouest de Trutnov, à 60 km au nord-nord-est de Hradec Králové et à 111 km au nord-est de Prague. La commune est arrosée par l'Elbe, dont la source se trouve sur son territoire, à 1 386 m d'altitude.
La commune est limitée par la Pologne au nord, par Pec pod Sněžkou à l'est, par Strážné et Vrchlabí au sud, et par Vítkovice et Rokytnice nad Jizerou à l'ouest.

## Histoire
La première mention écrite de la localité date du milieu du XVIe siècle. À cette époque, la crête principale des Sudètes constituait la frontière du royaume de Bohême avec les domaines de la Silésie au nord. Le village de Svatý Petr était un lieu des mines d'argent et de cuivre depuis le début des temps modernes. En 1746, une usine de verre a été érigée à Bedřichov (Friedrichsthal), nommée après le seigneur des biens le comte Friedrich August de Harrach-Rohrau.
Le village de Spindlermühle lui-même a été fondé au XVIIIe siècle sur la rive de l'Elbe par des forestiers qui sont émigrés de la Silésie. La construction d'une église paroissiale était approuvée le 17 juin 1793 par l'empereur François II en tant que souverain de la monarchie de Habsbourg. Le tourisme, qui a commencé à se développer au milieu du XIXe siècle, est devenu l'activité économique dominante de la commune.

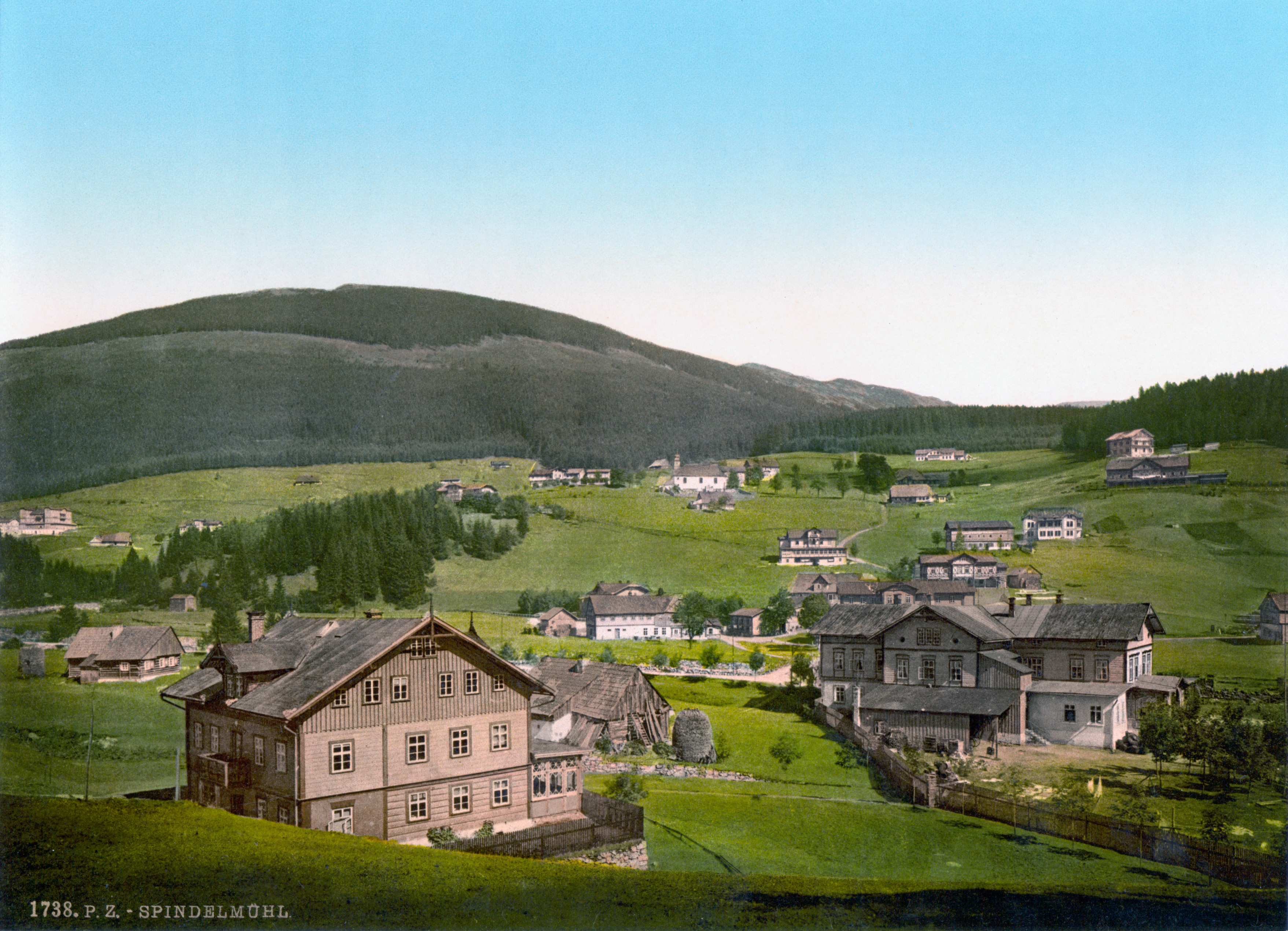
Špindlerův Mlýn vers 1900.

## Tourisme
Špindlerův Mlýn est réputée pour sa station de sports d'hiver, qui dispose du plus vaste et du plus varié domaine skiable de Tchéquie. Une infrastructure de près de 10 000 lits permet d'accueillir près de 700 000 vacanciers chaque hiver.
Le domaine est composé de plusieurs sous-domaines, les principaux étant Svaty Petr - Hromovka et Medvědín - Horní Mísečky, situés de part et d'autre de la commune. Les pistes y sont parmi les plus longues du pays et offrent jusqu'à 510 mètres de dénivelé. Ces domaines sont desservis par des remontées mécaniques de conception moderne, de type télésiège 4 places débrayable. Hromovka propose la deuxième plus longue piste de ski nocturne du pays (1 500 m). Le sous-domaine de Labská, peu fréquenté, est desservi par un vieux télésiège. Il est très mal relié au reste du domaine par une relativement longue piste de ski de fond. La piste Stoh, large et pentue, est également très difficilement joignable autrement que par la route.
Ce site reçoit régulièrement des épreuves de la Coupe du monde de ski alpin, des épreuves de ski acrobatique, ainsi que de snowboard sur son important snowpark.

## Coupe du monde de ski alpin
Les premières épreuves comptant pour la coupe du monde de ski alpin se déroulèrent en 2005, la croate Janica Kostelić et la suédoise Anja Pärson remportant le slalom géant et le slalom. Deux ans plus tard, les 5 et 6 janvier 2008, ce furent au tour de l'italienne Denise Karbon, intouchable depuis le début de la saison, de s'adjuger le slalom géant. De son côté, Marlies Schild remportait le slalom, après ceux de Reiteralm et Panorama en novembre. La coupe du monde revenait en 2011 permettant à l'allemande Viktoria Rebensburg et de nouveau à Marlies Schild de triompher respectivement en slalom géant et en slalom.
Bohumír Zeman, un des meilleurs skieurs de cette région en coupe du monde dans les années 1970-1980 avec une quinzaine de places parmi les dix premiers et un podium en slalom géant au Québec en mars 1980, fut maire de la commune pendant quelques années après sa retraite.
De nouvelles compétitions comptant pour ce circuit international devraient avoir lieu dans les prochaines années[Quand ?].

## Personnalité
Špindlerův Mlýn est connue pour être la ville où l'écrivain Franz Kafka vécut alors qu'il rédigeait l'une de ses œuvres, Le Château (Das Schloß).